# Somalia ai Giochi della XXXII Olimpiade
La Somalia ha partecipato ai Giochi della XXXII Olimpiade, che si sono svolti a Tokyo, Giappone, dal 23 luglio all'8 agosto 2021 (inizialmente previsti dal 24 luglio al 9 agosto 2020 ma posticipati per la pandemia di COVID-19) con una delegazione di due atleti, un uomo e una donna, impegnati rispettivamente nell'atletica leggera e nel pugilato.
Si è trattato della decima partecipazione di questo paese ai Giochi.

## Delegazione
| Sport            | Uomini | Donne | Totale |
| ---------------- | ------ | ----- | ------ |
| Atletica leggera | 1      | -     | 1      |
| Pugilato         | -      | 1     | 1      |
| Totale           | 1      | 1     | 2      |

## Risultati

### Atletica leggera
| Q | Qualificato al turno successivo per la posizione in qualificazione                                                           |
| q | Qualificato per il turno successivo per ripescaggio o, negli eventi su campo, conquistando la misura minima per qualificarsi |

Maschile
Eventi su pista e strada
| Atleta          | Evento       | Batteria  | Batteria  | Semifinale      | Semifinale      | Finale          | Finale          |
| Atleta          | Evento       | Risultato | Posizione | Risultato       | Posizione       | Risultato       | Posizione       |
| --------------- | ------------ | --------- | --------- | --------------- | --------------- | --------------- | --------------- |
| Ali Idow Hassan | 1500 m piani | 3'43"96   | 10º       | non qualificato | non qualificato | non qualificato | non qualificato |

### Pugilato
| Atleta    | Evento               | Sedicesimi           | Ottavi di finale            | Quarti di finale     | Semifinali           | Finale               | Pos.            |
| Atleta    | Evento               | Avversaria Risultato | Avversaria Risultato        | Avversaria Risultato | Avversaria Risultato | Avversaria Risultato | Pos.            |
| --------- | -------------------- | -------------------- | --------------------------- | -------------------- | -------------------- | -------------------- | --------------- |
| Ramla Ali | Pesi piuma femminile | Bye                  | Maria Nechita (ROU) P (5-0) | non qualificata      | non qualificata      | non qualificata      | non qualificata |